# Lemma von Riemann-Lebesgue
Das Lemma von Riemann-Lebesgue, auch Satz von Riemann-Lebesgue, ist ein nach Bernhard Riemann und Henri Lebesgue benannter mathematischer Satz aus der Analysis. Er besagt, dass die Fourier-Transformationen von absolut integrablen Funktionen im Unendlichen verschwinden.

## Formulierung des Satzes
Sei {\displaystyle f\in L^{1}(\mathbb {R} )}, also {\displaystyle f\colon \mathbb {R} \rightarrow \mathbb {C} } eine messbare Funktion mit
{\displaystyle \int _{-\infty }^{\infty }|f(x)|\mathrm {d} x<\infty }
und {\displaystyle {\hat {f}}} die Fourier-Transformierte von {\displaystyle f}, also 
{\displaystyle {\hat {f}}\colon \mathbb {R} \rightarrow \mathbb {C} ,\xi \mapsto {\frac {1}{\sqrt {2\pi }}}\int _{-\infty }^{\infty }f(x)e^{-ix\xi }\mathrm {d} x}.
Dann verschwindet {\displaystyle {\hat {f}}} im Unendlichen, das heißt {\displaystyle |{\hat {f}}(\xi )|{\xrightarrow {\xi \to \pm \infty }}0} oder formaler, dass es zu jedem {\displaystyle \varepsilon >0} eine reelle Zahl {\displaystyle R>0} gibt, so dass {\displaystyle |{\hat {f}}(\xi )|<\varepsilon } für alle {\displaystyle |\xi |>R}.
Da die Fourier-Transformationen von integrablen Funktionen stetig sind, handelt es sich bei {\displaystyle {\hat {f}}} um eine stetige Funktion, die im Unendlichen verschwindet. Bezeichnet man den Vektorraum der im Unendlichen verschwindenden Funktionen mit {\displaystyle C_{0}(\mathbb {R} )}, so lässt sich das Lemma von Riemann-Lebesgue auch folgendermaßen formulieren:
Die Fourier-Transformation auf {\displaystyle L^{1}(\mathbb {R} )} ist eine Abbildung von {\displaystyle L^{1}(\mathbb {R} )} nach {\displaystyle C_{0}(\mathbb {R} )}.

## Beweis
Der Beweis soll hier in groben Zügen vorgestellt werden. Wir nehmen zunächst vereinfachend an, dass {\displaystyle f} stetig ist. Für {\displaystyle \xi \not =0} liefert die Substitution {\displaystyle \textstyle x\to x+{\frac {\pi }{\xi }}}
{\displaystyle {\hat {f}}(\xi )={\frac {1}{\sqrt {2\pi }}}\int _{-\infty }^{\infty }f(x)e^{-ix\xi }\mathrm {d} x={\frac {1}{\sqrt {2\pi }}}\int _{-\infty }^{\infty }f\left(x+{\frac {\pi }{\xi }}\right)e^{-ix\xi }e^{-i\pi }\mathrm {d} x={\frac {1}{\sqrt {2\pi }}}\int _{-\infty }^{\infty }-f\left(x+{\frac {\pi }{\xi }}\right)e^{-ix\xi }\mathrm {d} x},
und wir haben eine zweite Formel für {\displaystyle {\hat {f}}(\xi )}. Bildet man nun den Mittelwert aus beiden Formeln und nimmt Beträge, zieht diese unter das Integral, was den Exponentialterm zu 1 macht, so folgt
{\displaystyle |{\hat {f}}(\xi )|\leq {\frac {1}{2}}{\frac {1}{\sqrt {2\pi }}}\int _{-\infty }^{\infty }\left|f(x)-f\left(x+{\frac {\pi }{\xi }}\right)\right|\mathrm {d} x}.
Aufgrund der Stetigkeit von {\displaystyle f} konvergiert {\displaystyle f(x)-f(x+{\tfrac {\pi }{\xi }})} gegen {\displaystyle 0} für alle {\displaystyle x\in \mathbb {R} } und {\displaystyle |\xi |\to \infty }. Außerdem gilt
{\displaystyle \int _{-\infty }^{\infty }\left|f(x)-f\left(x+{\frac {\pi }{\xi }}\right)\right|\mathrm {d} x\leq 2\int _{-\infty }^{\infty }|f(x)|\mathrm {d} x}.
Nach dem Satz von der majorisierten Konvergenz konvergiert {\displaystyle |{\hat {f}}(\xi )|} also für {\displaystyle |\xi |\to \infty } gegen 0.
Die Annahme der Stetigkeit von {\displaystyle f} kann auf Grund eines Dichtheitsarguments fallen gelassen werden. In der Tat liegen die absolut integrablen stetigen Funktionen dicht in {\displaystyle L^{1}(\mathbb {R} )}. Für jedes {\displaystyle \varepsilon >0} und jede Funktion {\displaystyle f\in L^{1}(\mathbb {R} )} existiert also eine stetige Funktion {\displaystyle g\in L^{1}(\mathbb {R} )}, sodass {\displaystyle \|f-g\|_{L^{1}}<\varepsilon } gilt. Aufgrund der Eigenschaften der Fourier-Transformation folgt, dass dann auch {\displaystyle \textstyle \sup _{\xi \in \mathbb {R} }|{\hat {f}}(\xi )-{\hat {g}}(\xi )|<{\frac {\varepsilon }{\sqrt {2\pi }}}} gilt. Wie vorher gezeigt, verschwindet {\displaystyle {\hat {g}}(\xi )} für {\displaystyle |\xi |\to \infty }, und da {\displaystyle \varepsilon } beliebig gewählt werden kann, folgt die gleiche Aussage für {\displaystyle f}.

## Verallgemeinerungen

### Funktionen mehrerer Veränderlicher
Das Lemma von Riemann-Lebesgue lässt sich auf Funktionen {\displaystyle f\colon \mathbb {R} ^{n}\rightarrow \mathbb {C} } verallgemeinern:
Es sei {\displaystyle f\colon \mathbb {R} ^{n}\rightarrow \mathbb {C} } eine integrable Funktion, das heißt
{\displaystyle \int _{-\infty }^{\infty }\cdots \int _{-\infty }^{\infty }\ |f(x_{1},\ldots ,x_{n})|\,\mathrm {d} x_{1}\ldots \mathrm {d} x_{n}<\infty }.
Ist {\displaystyle {\hat {f}}\colon \mathbb {R} ^{n}\rightarrow \mathbb {R} } die Fourier-Transformierte
{\displaystyle {\hat {f}}(\xi _{1},\ldots ,\xi _{n})={\frac {1}{(2\pi )^{n/2}}}\int _{-\infty }^{\infty }\cdots \int _{-\infty }^{\infty }f(x_{1},\ldots ,x_{n})e^{-ix_{1}\xi _{1}\ldots -ix_{n}\xi _{n}}\mathrm {d} x_{1}\ldots \mathrm {d} x_{n}},
so gilt {\displaystyle |{\hat {f}}(\xi _{1},\ldots ,\xi _{n})|\rightarrow 0} für {\displaystyle \|(\xi _{1},\ldots ,\xi _{n})\|\to \infty }.
Dabei ist {\displaystyle \|\cdot \|} irgendeine Norm auf dem {\displaystyle \mathbb {R} ^{n}}, zum Beispiel die euklidische Norm.

### Banachalgebren
Die Menge der integrablen Funktionen, das heißt die Menge der L1-Funktionen, bildet mit der Faltung als Multiplikation und der 1-Norm eine Banachalgebra. In der harmonischen Analyse zeigt man, dass die Fourier-Transformation ein Spezialfall der abstrakten Gelfand-Transformation wird. Das Lemma von Riemann-Lebesgue folgt dann aus der Tatsache, dass die Gelfand-Transformation in den Raum der C0-Funktionen abbildet und der Gelfand-Raum von {\displaystyle L^{1}(\mathbb {R} ^{n})} mit {\displaystyle \mathbb {R} ^{n}} identifiziert werden kann. Gleichzeitig wird dadurch das Lemma von Riemann-Lebesgue auf lokalkompakte abelsche Gruppen verallgemeinert.